# Holm Tetens
Holm Tetens (* 9. Oktober 1948 in Oerlinghausen) ist ein deutscher Philosoph.

## Leben
Holm Tetens studierte von 1968 bis 1976 Philosophie, Mathematik und Soziologie an der Ruhr-Universität Bochum und in Erlangen. Bei Paul Lorenzen wurde er 1977 promoviert. Von 1978 bis 1979 arbeitete er an der Universidade de Brasília (Brasilien) als Professor Colaborador IV (Assistenzprofessor) und war dann von 1980 bis 1986 Hochschulassistent an der Philipps-Universität Marburg, wo er sich bei Peter Janich 1986 habilitierte.
Nach einer Vertretungsprofessur an der Universität Göttingen von 1987 bis 1988 und einer Professur für Philosophie an der Universität-Gesamthochschule Paderborn von 1988 bis 1994 lehrte Tetens bis 2015 an der Freien Universität Berlin, wo er die Fächer Logik und Wissenschaftstheorie vertrat.

## Werk
Schwerpunkte seiner Arbeit sind neben der Wissenschaftstheorie und Wissenschaftsgeschichte die Philosophie des Geistes sowie Logik und Argumentationstheorie. In der Logik äußert er sich skeptisch gegenüber modalen Argumenten und plädiert für einen pragmatischeren Zugang zur Logik.
Tetens vertrat häufig eine naturalistische Auffassung des Geistes und eine tendenziell antirealistische Erkenntnistheorie; er bezeichnete sich selbst als Atheist. In seiner Monographie „Gott denken“ von 2015 argumentierte er jedoch, dass es vernünftige Gründe gebe, die Möglichkeit eines persönlichen Gottes anzunehmen und sein Leben darauf auszurichten. 2022 schlug er folgende Definition für „Theologie“ vor: „Theologie ist das vernünftige Nachdenken über Gott und damit auch über den Gottesgedanken und den Gottesglauben.“ Er betont  also den Verstand, während manche andere Philosophen die Erfahrung stärker gewichten.

## Publikationen (Auswahl)

### Monographien
- Geist, Gehirn, Maschine. Philosophische Versuche über ihren Zusammenhang. Reclam, Stuttgart 1994, ISBN 3-15-008999-9.
- Experimentelle Erfahrung. Meiner, Hamburg 1996, ISBN 3-7873-0725-7.
- Philosophisches Argumentieren. Beck, München 2004, ISBN 3-406-51114-7.
- Kants Kritik der reinen Vernunft. Ein systematischer Kommentar. Reclam, Stuttgart 2006, ISBN 978-3-15-018434-9.
- Gott denken. Ein Versuch über Rationale Theologie. Reclam, Stuttgart 2015. ISBN 978-3-15-019295-5.
- Wittgensteins „Tractatus“. Ein Kommentar. Reclam, Stuttgart 2009. ISBN 978-3-15-018624-4

### Einzelarbeiten
- 1986 Was „revolutioniert“ die Relativitätstheorie? Wissenschaftstheoretische Überlegungen zur Speziellen Relativitätstheorie. In: W. Büchel / U. Hoyer / H. Tetens: Relativitätstheorie und Philosophie. Veröffentlichungen der Katholischen Akademie Schwerte
- 1991 Lösen die Neurowissenschaften das Leib-Seele-Problem? In: Information Philosophie 3 (1991)
- 1992 Naturalismus und Kulturalismus: Reflexionen zur naturalistischen Erforschung des Mentalen. In: Peter Janich (Hrsg.): Entwicklungen der methodischen Philosophie. Suhrkamp, Frankfurt 1992, S. 113–124
- 1992 Votum zu Gerhard Roth und Helmut Schwegler: Kognitive Referenz und Selbstreferentialität des Gehirns. Ein Beitrag zur Klärung des Verhältnisses zwischen Erkenntnistheorie und Hirnforschung. In: Hans Jörg Sandkühler (Hrsg.): Wirklichkeit und Wissen: Realismus, Antirealismus und Wirklichkeits-Konzeptionen in Philosophie und Wissenschaften. Peter Lang, Frankfurt 1992
- 1993 Die Neurobiologie des Menschen: Zwischen harter Naturwissenschaft und Alltagspsychologie: Wissenschaftstheoretische Überlegungen zur Neurobiologie aus der selbstkritischen Sicht der Philosophie. In: Andreas Elepfandt, Gereon Wolters (Hrsg.): Denkmaschinen? Interdisziplinäre Perspektiven zum Thema Gehirn und Geist. Konstanzer Universitätsverlag, Konstanz 1993
- 1996 Die Rettung der mentalen Phänomene? Eine kurze Regieanweisung für einen nicht-reduktiven Materialismus. In: Sybille Krämer (Hrsg.): Bewußtsein: Philosophische Beiträge. Suhrkamp, Frankfurt 1996
- 1997 Reduktionismus ohne Reduktionen oder von der Harmlosigkeit des Physikalismus in der Philosophie des Geistes. In: Dialektik 1997/3, S. 9–22
- 1998 Ist sinnliches Bewußtsein rätselhaft? Das Beispiel der Farben. In: Frank Esken, Heckmann (Hrsg.): Bewußtsein und Repräsentation. Schöningh, Paderborn 1998, S. 283–297
- 2000 Die moderne Gehirnforschung: Ein Schock für unser moralisches Selbstverständnis? In: Gehirn und Denken – Kosmos im Kopf. Herausgegeben vom Deutschen Hygiene-Museum. Hajo Cantz Verlag, Ostfildern-Ruit 2000, S. 44–50
- 2003 Naturalismus und die Grenzen unseres Wissens. In: Wolfgang R. Köhler, Hans-Dieter Mutschler (Hrsg.): Ist der Geist berechenbar? Philosophische Reflexionen. Wissenschaftliche Buchgesellschaft, Darmstadt 2003, S. 113–127
- 2004 Das Mentale in naturalistischer Perspektive und die Grenzen unseres Wissens. In: Wolfram Hogrebe, Joachim Bromand (Hrsg.): Grenzen und Grenzüberschreitungen. XIX. Deutscher Kongress für Philosophie. Vorträge und Kolloquien. Akademie Verlag, Berlin 2004, S. 417–428
- 2004 Willensfreiheit als erlernte Selbstkommentierung. Sieben philosophische Thesen. In: Psychologische Rundschau 55(4) 2004, S. 178–185